# Zimowa Uniwersjada 1983

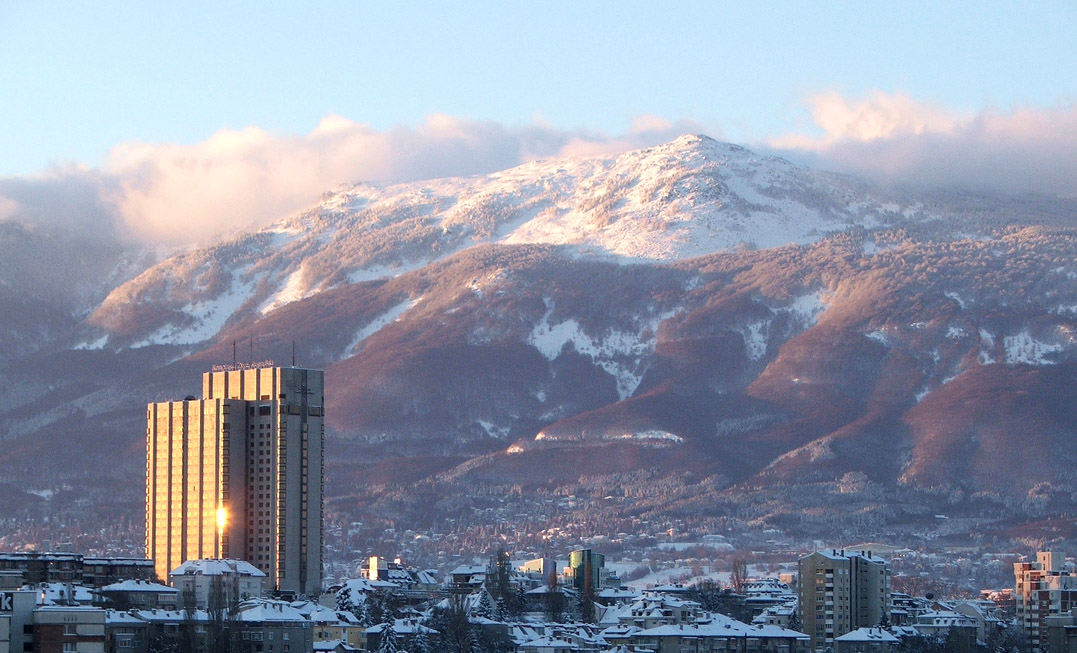
Sofia

11. Zimowa Uniwersjada – międzynarodowe zawody sportowców-studentów, które odbyły się w stolicy Bułgarii – Sofii. Impreza została zorganizowana między 17 a 27 lutego 1983 roku. Nad organizacją zawodów czuwała Fédération Internationale du Sport Universitaire.

## Polskie medale
Reprezentanci Polski zdobyli 3 brązowe medale. Wynik ten dał polskiej drużynie 11. miejsce w klasyfikacji medalowej.

### Brąz
- Małgorzata Tlałka – narciarstwo alpejskie, slalom specjalny
- Małgorzata Tlałka – narciarstwo alpejskie, slalom gigant
- Grzegorz Głowania – łyżwiarstwo figurowe, soliści

## Klasyfikacja medalowa
| Klasyfikacja medalowa | Klasyfikacja medalowa | Klasyfikacja medalowa | Klasyfikacja medalowa | Klasyfikacja medalowa | Klasyfikacja medalowa |
| --------------------- | --------------------- | --------------------- | --------------------- | --------------------- | --------------------- |
| Miejsce               | Reprezentacja         | Złoto                 | Srebro                | Brąz                  | Razem                 |
| 1                     | ZSRR                  | 10                    | 9                     | 5                     | 24                    |
| 2                     | Czechosłowacja        | 5                     | 4                     | 2                     | 11                    |
| 3                     | Włochy                | 3                     | 2                     | 1                     | 6                     |
| 4                     | Bułgaria              | 1                     | 3                     | 3                     | 7                     |
| 5                     | Francja               | 1                     | 1                     | 1                     | 3                     |
| 6                     | Szwajcaria            | 1                     | 0                     | 0                     | 5                     |
| 7                     | Japonia               | 1                     | 0                     | 0                     | 1                     |
| 8                     | Hiszpania             | 1                     | 0                     | 0                     | 1                     |
| 9                     | Rumunia               | 0                     | 1                     | 1                     | 2                     |
| 10                    | Jugosławia            | 0                     | 1                     | 0                     | 1                     |
| 11                    | Polska                | 0                     | 0                     | 3                     | 3                     |
| 12                    | Finlandia             | 0                     | 0                     | 2                     | 2                     |
| 13                    | Stany Zjednoczone     | 0                     | 0                     | 2                     | 2                     |
| 14                    | Chiny                 | 0                     | 0                     | 1                     | 1                     |